# Hôtel Ivoire
L'hôtel Ivoire, aujourd'hui Sofitel Ivoire, est un gratte-ciel et un complexe hôtelier de luxe situé au bord de la lagune Ébrié à Abidjan en Côte d'Ivoire. Cet établissement mythique construit en 1963 est le premier et unique cinq-étoiles du pays.
Haute de vingt-quatre étages (100 mètres), elle offre une vue sur l'ensemble de la ville et abrite 429 chambres et suites. Le complexe abrite également plusieurs piscines et jardins et comporte un palais des congrès.
L'Hôtel Ivoire est devenu le témoin malheureux des crises qu'a traversé le pays, et renvoyait une image de déliquescence avant sa remise à neuf complète et la réouverture de la tour Ivoire le 25 novembre 2011, puis du bâtiment central le 15 mai 2015.

## Histoire

### Construction du symbole du «miracle ivoirien»
Après l’indépendance du pays en 1960, le président Félix Houphouët-Boigny revenant d'une visite en Mauritanie est contraint par la météo d'atterrir au Liberia, où il est logé à l'hôtel Ducor. Impressionné par l'hôtel, il contacte l'architecte roumano-israélien Moshe Mayer, qui a construit l'édifice, et lui propose de construire un hôtel plus impressionnant à Abidjan. Moshe Mayer se rend ainsi en Côte d'Ivoire et décide de construire l’hôtel dont rêvait l'ancien président ivoirien dans le quartier bourgeois de Cocody, au bord de la lagune Ébrié.
L’hôtel fait partie d'un vaste projet d’aménagement urbain baptisé la Riviera. Il fallut pour cela exproprier les paysans ébrié, qui étaient les premiers habitants d’Abidjan, et dont les plantations de café et de cacao se trouvaient à l’emplacement du futur hôtel. Houphouët-Boigny les dédommagea en leur offrant des terrains viabilisés.
La première partie de l’hôtel, constituée par le bâtiment central, est inaugurée en 1963,. La tour Ivoire est livrée six ans plus tard, en 1969. Plus tard, une patinoire, un casino (dont l'accès fut interdit aux Ivoiriens) et un palais des congrès complètent l'ensemble, géré conjointement par InterContinental et la Société des Palaces de Cocody. Finalement, plus de 600 chambres, toutes pourvues d’un téléphone et d’une baignoire, mais aussi une galerie marchande, un casino, 5 restaurants, des bars, 11 courts de tennis, une discothèque, un bowling, un cinéma, une piscine aux allures de lac.
L'hôtel est alors considéré comme l'un des édifices les plus prestigieux et les plus modernes du continent africain, et devient une icône du « miracle ivoirien ». Il est l'hôte de réunions et conférences internationales, telles que celle de l’Organisation internationale du café et du cacao, et devient un lieu de passage privilégié pour les personnalités de haut rang et artistes connus (Michael Jackson, Stevie Wonder et Barry White entre autres) de passage ou en vacances en Côte d'Ivoire. De nombreuses fêtes et soirées se produisaient au palais des congrès ou sur la patinoire, et des concerts étaient donnés. L'opulence de l'hôtel Ivoire contrastait avec la pauvreté du quartier populaire voisin de Blokosso.
Le casino de l'hôtel est le plus grand de l'Afrique de l'Ouest. Il est interdit par décret présidentiel aux Ivoiriens à partir de 1969. Le reste de l'établissement est cependant un haut lieu des élites locales.
L’hôtel Ivoire est un lieu phare de la ville d'Abidjan jusqu'à la fin des années 1990. Mais la crise économique frappe la Côte d’Ivoire atteint progressivement le complexe hôtelier. C'est le début du déclin de « l'Ivoire », qui voit sa fréquentation baisser et ses bâtiments vieillir rapidement. La patinoire, déficitaire, était fermée depuis quelques années. Elle était fréquentée principalement par les enfants d’expatriés européens, qui avaient commencé à déserter la Côte d’Ivoire depuis le début de sa crise économique. À l'arrivée d'Henri Konan Bédié au pouvoir, l’établissement faisait face à de sérieux problèmes d’entretien et de salubrité et se montrait incapable de trouver les fonds nécessaires pour rénover les bâtiments.

### Dégradation dans l'ombre de la crise

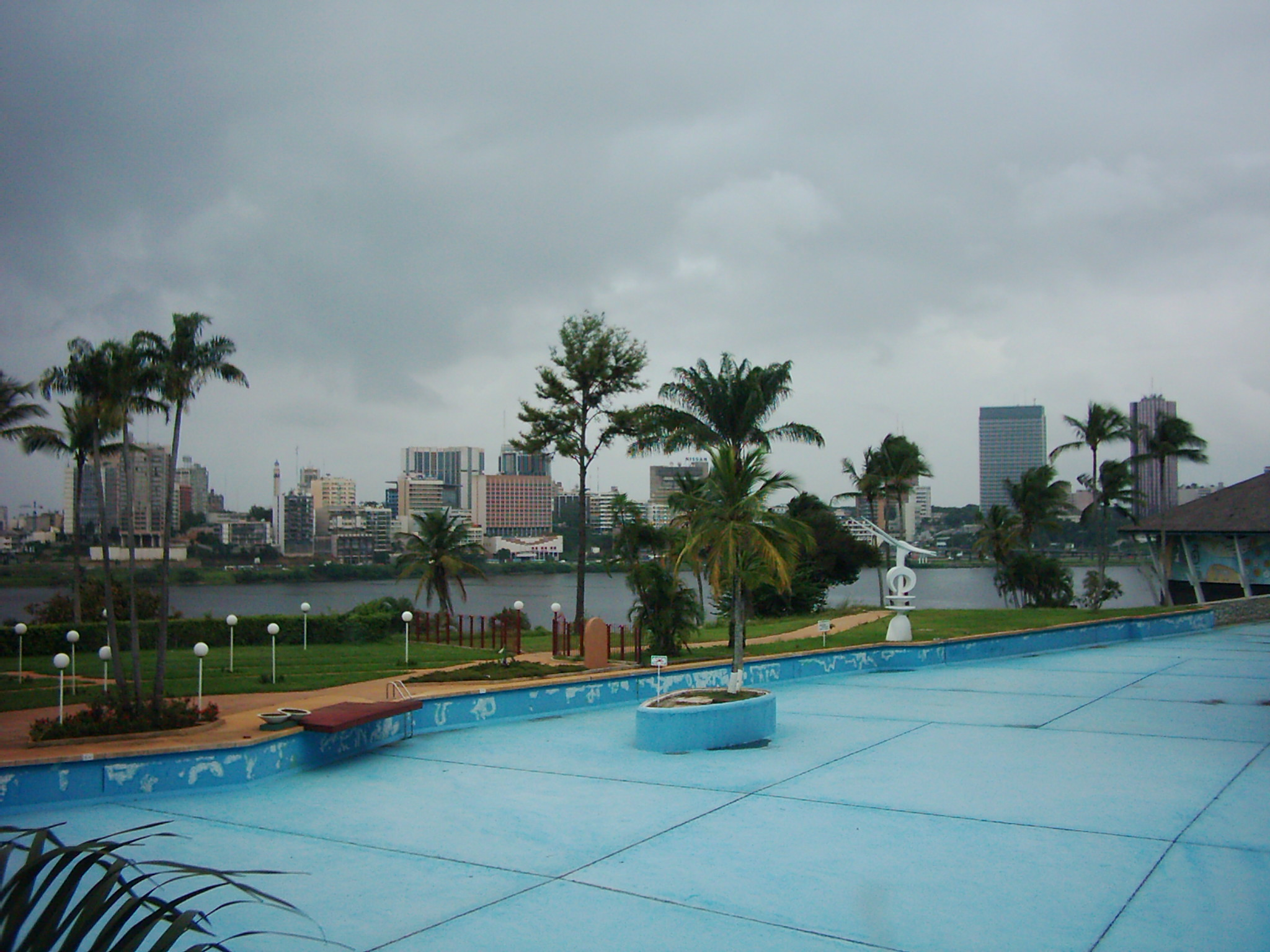
Vue du quartier du Plateau depuis la piscine de l'hôtel Ivoire en 2004.

La fréquentation de l'hôtel est réduite à néant avec le coup d'État du général Guéï le 24 décembre 1999, puis l'arrivée au pouvoir de Laurent Gbagbo en 2000.
La société InterContinental abandonne la gestion du complexe. Celui-ci est repris en main par la SPDC, qui se contentait jusqu’alors de veiller sur les intérêts de l’État ivoirien, propriétaire de l'ensemble.
À la suite des accords de Marcoussis, signés en janvier 2003, les fidèles de Laurent Gbagbo (dont Charles Blé Goudé) et les Jeunes patriotes sont logés dans l'hôtel Ivoire. Devenir maîtres de ces lieux est presque une revanche pour les proches du président socialiste, presque tous issus de la classe moyenne et du milieu enseignant.
L'hôtel abrite également le service d'écoute téléphonique que le président Gbagbo y a fait installer, une télévision privée et du personnel de l’ONU. Les clients normaux se raréfient davantage à mesure que la dégradation du complexe se poursuit : les grandes piscines sont vidées et le cinéma est fermé.
Le 9 novembre 2004, l'hôtel Ivoire est le théâtre d'une fusillade entre les hommes du 43e BIMa français, la gendarmerie ivoirienne et des manifestants en faveur de Laurent Gbagbo. La fusillade fait 63 morts et 1300 blessés et la France est accusée d'avoir voulu faire tomber le régime. L'hôtel devient alors le point de regroupement et d'évacuation des ressortissants français.
À la suite de ces événements, l'hôtel Ivoire reste pendant plusieurs années un lieu très fréquenté par les proches de Laurent Gbagbo et les jeunes patriotes. Le lieu est en effet stratégiquement très important du fait que l'hôtel se trouve au cœur d'Abidjan, et la tour permet d'avoir une vue imprenable sur l'ensemble des bâtiments du gouvernement et des quartiers importants. Les murs et plafonds sont sales, des dalles sont cassées et certains murs portent des graffitis, tandis que certaines parties de l'hôtel sont plongées dans l'obscurité. Les miliciens portant une kalachnikov ont remplacé le personnel de sécurité, tandis que les clients sont rarissimes. Il n'est pas rare de croiser des hommes en treillis torse nu dans l’hôtel ou d'être réveillé en pleine nuit par une prostituée.
Lors de la crise ivoirienne de 2010-2011, le palais des congrès de l'hôtel sert pour la cérémonie d'investiture de Laurent Gbagbo,. Alassane Ouattara y fait aussi son investiture.

### Réhabilitation

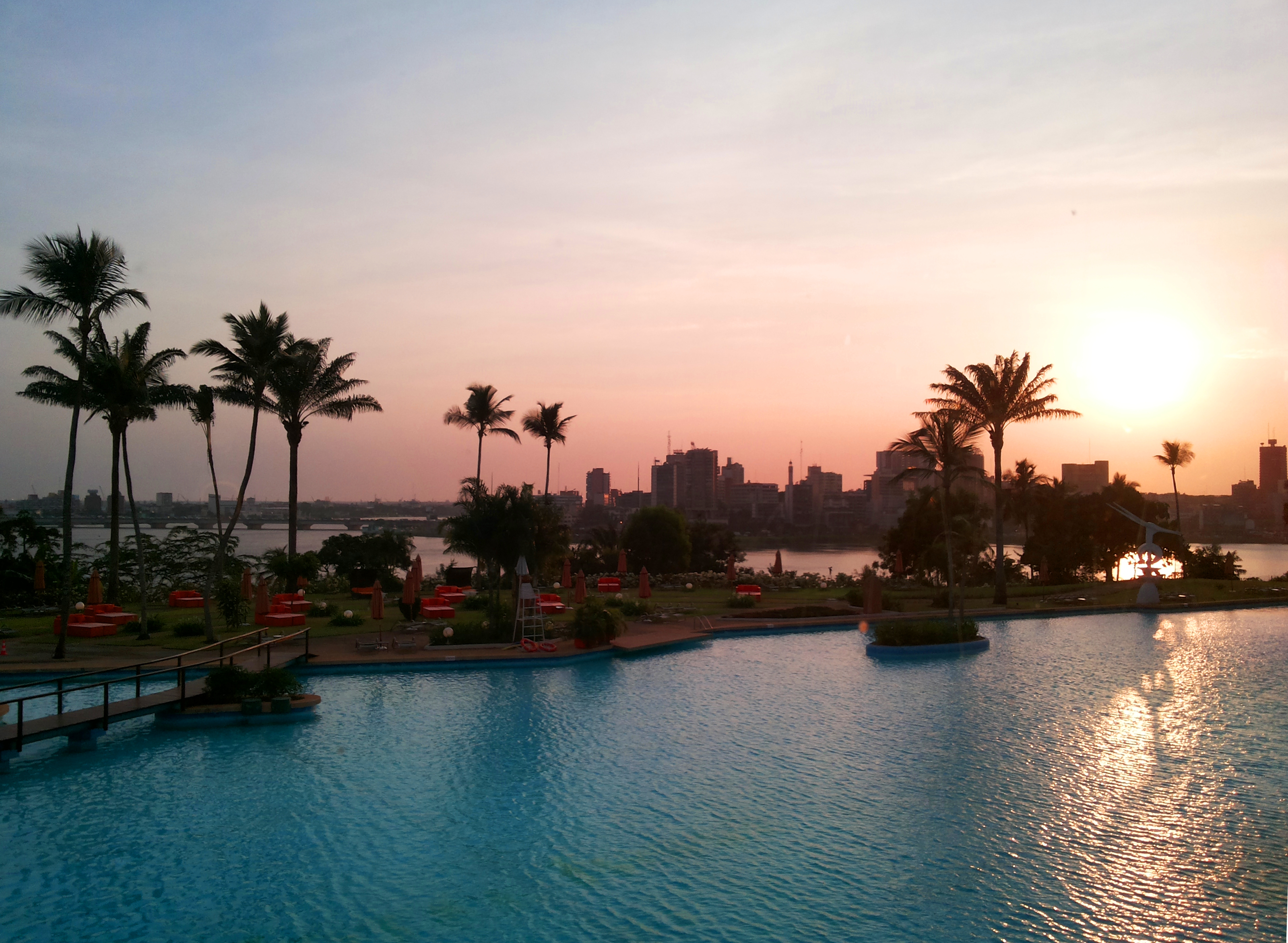
Coucher de soleil sur la grande piscine en 2014.

L'hôtel Ivoire ne fera l'objet d'attentions qu'à partir de l'année 2009, où Laurent Gbagbo charge l'architecte ivoiro-libanais Pierre Fakhoury de rénover entièrement l'établissement, qui ferme ses portes en août 2009. La première tranche de rénovation prend plus de deux ans et le 25 novembre 2011, la tour Ivoire, fraîchement remise à neuf, ouvre ses portes à nouveau.
En 2012, Alassane Ouattara confie la gestion et l’exploitation à Sofitel, filiale du groupe Accor, pour 15 ans renouvelables par période de cinq ans. Le lieu redevient un centre névralgique de la vie publique nationale, accueillant le sommet Union africaine - Union européenne de 2017, et le conseil des gouverneurs de la Banque africaine de développement en 2019.

## Caractéristiques
- Palais des congrès
- Business center
- Boutiques
- Salle de fitness
- Complexe sportif (courts de tennis)
- Plusieurs piscines et jardins

### Chambres et suites

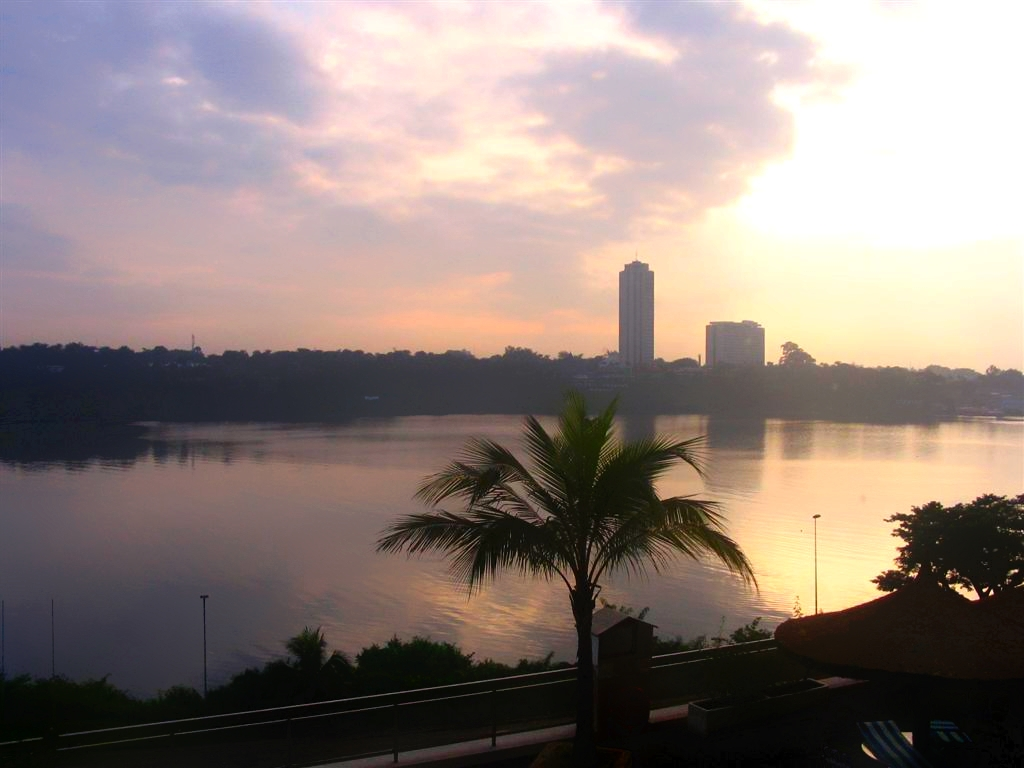
Coucher de soleil sur la lagune Ébrié avec l'hôtel Ivoire.

La tour compte 168 chambres, réparties en trois catégories (standard, supérieure et prestige) et 40 suites. Une suite supplémentaire de grand luxe se trouve au dernier étage de la tour : la suite présidentielle, d'une superficie de 124 m2 et offrant une vue panoramique sur Abidjan et ses environs. 
Le bâtiment central du complexe offre 426 chambres, dont 122 suites et 32 appartements. 

### Restaurants

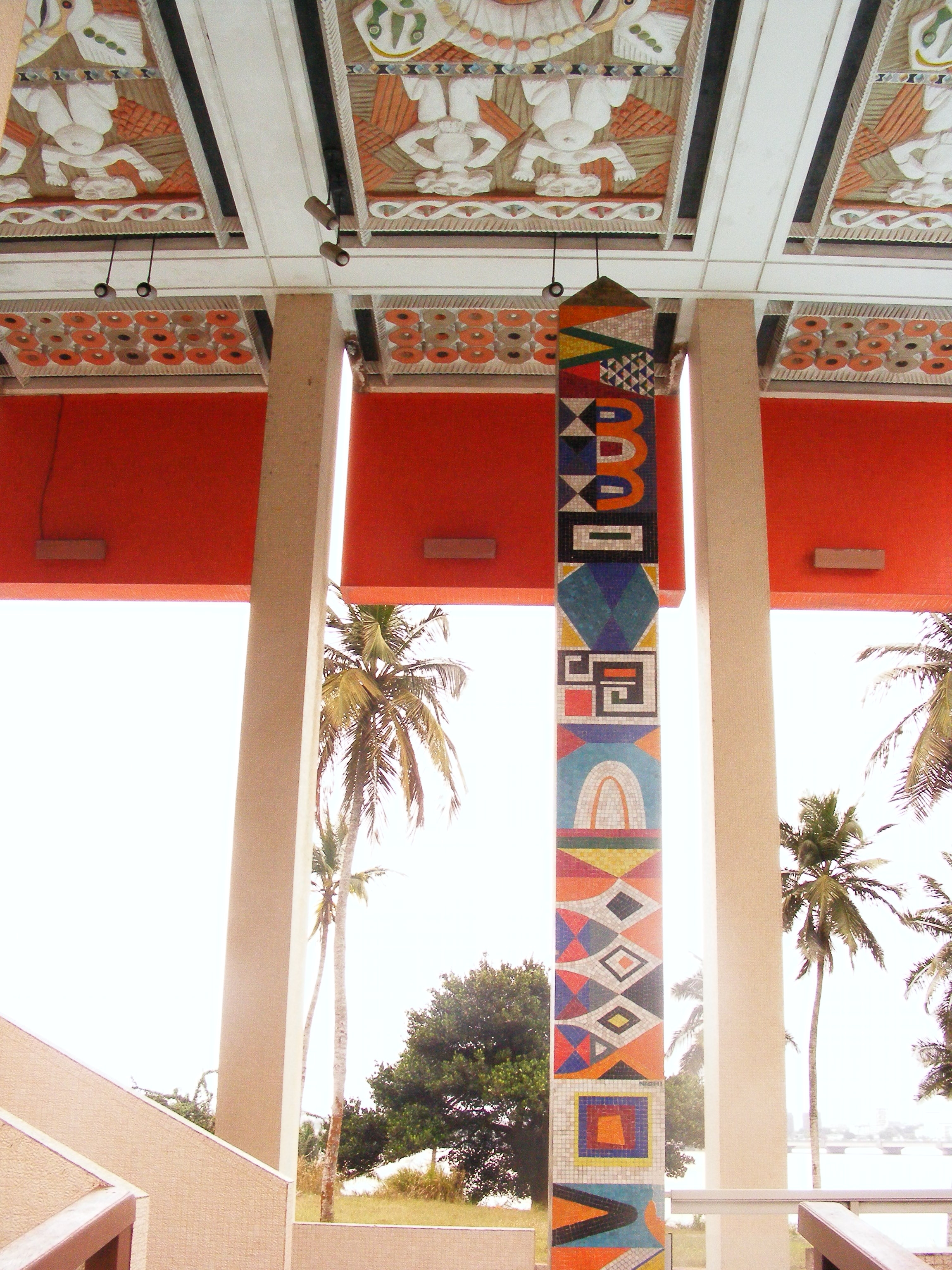
Décoration à l'extérieur de l'hôtel.

L'hôtel Ivoire comporte plusieurs bars et restaurants :
- Le Toit d’Abidjan
Ce restaurant gastronomique de luxe, ouvert le soir, se trouve à l'avant-dernier étage de la tour offre une vue imprenable sur la ville d'Abidjan. Le chef des cuisines du toit d'Abidjan est l'italien Giuseppe Mosti.

- La gourmandise
Ce restaurant est situé dans les premiers étages et comporte une terrasse donnant sur la piscine. Il est ouvert les dimanches pour le brunch.

- Le cacao lounge
Ce bar se trouve dans le lobby de la tour et donne accès au lac de l’hôtel.

### Évènements
Depuis sa réouverture, l'hôtel sert pour des séminaires tels que le forum d'affaires franco-ivoirien d'octobre 2012, ou le congrès de l'Internationale libérale de 2012. Fin 2012, l'établissement accueille les Kora Awards, où sont des récompenses sont attribuées annuellement dans le domaine musical à des artistes du continent africain tels que Chris Brown, présent à la cérémonie.